# Luigi Alessandro Michelangeli
Luigi Alessandro Michelangeli (Iesi, 1º giugno 1845 – Bologna, 12 agosto 1922) è stato un filologo classico, traduttore e grecista italiano.

## Biografia
Di famiglia non agiata, non poté terminare gli studi universitari; ciononostante, insegnò nelle scuole medie di varie città d'Italia fino al 1895, quando gli fu affidata la cattedra di letteratura greca all'Università di Messina.
Il frutto principale della sua attività di filologo è la raccolta, tuttora utile, dei Frammenti della melica greca, in 6 volumi, nell'ultimo dei quali la sua edizione di Bacchilide ebbe la sfortuna di uscire nel 1897 contemporaneamente alla scoperta dei nuovi papiri bacchilidei, ma le sue conclusioni ecdotiche e critiche vennero confermate anche dopo la pubblicazione del papiro 733 del British Museum da parte di Frederic G. Kenyon in quello stesso anno. Si ricordano inoltre le edizioni e le traduzioni (più volte ristampate) delle Anacreontee e di tutte le tragedie di Sofocle e della Medea di Euripide.
Oltre all'attività filologica, pubblicò drammi e opere poetiche originali.

## Opere
- Sofocle, L'Antigone, tradotta, Bologna, N. Zanichelli, 1886.
- Sofocle, L'Elettra, tradotta, Bologna, N. Zanichelli, 1887.
- Frammenti della melica greca da Terpandro a Bacchilide, riveduti, tradotti e annotati per uso de' licei e delle università, 6 voll., Bologna, N. Zanichelli, 1889-97.
- Anacreontee, rivedute, tradotte e annotate, Bologna, N. Zanichelli, 1889.
- Della vita di Bacchilide e particolarmente delle pretese allusioni di Pindaro a lui e a Simonide, in «Rivista di storia antica e scienze affini», II/3-4, 1897.
- Euripide, La Medea, Volgarizzamento in prosa condotto sopra una nuova recensione del testo procurata dal traduttore, Bologna, N. Zanichelli, 1901.
- Sofocle, L'Edipo re, Volgarizzamento in prosa condotto sopra una nuova recensione del testo fatta dal traduttore, Bologna, N. Zanichelli, 1903.
- Sofocle, L'Edipo a Colono, Volgarizzamento in prosa condotto sopra un testo riveduto ed emendato dal traduttore, Bologna, N. Zanichelli, 1906.
- Sofocle, L'Ajace, Volgarizzamento in prosa condotto sopra un testo riveduto dal traduttore, Bologna, N. Zanichelli, 1908.
- Sofocle, Il Filottete, Volgarizzamento in prosa condotto sopra un testo riveduto ed emendato dal traduttore, Bologna, N. Zanichelli, 1910.
- Sofocle, Le Trachinie, Volgarizzamento in prosa condotto sopra un testo riveduto ed emendato dal traduttore, Bologna, N. Zanichelli, 1911.
- Versi con intermezzi di liriche tradotte e appendice di epigrafi, Bologna, N. Zanichelli, 1913.
- Anacreonte e la sua fortuna nei secoli, con una rassegna critica su gl'imitatori e i traduttori italiani delle «Anacreontee», Bologna, N. Zanichelli, 1922.